# 銚子大橋
銚子大橋（ちょうしおおはし）は、一級河川利根川の河口付近を渡河し千葉県銚子市と茨城県神栖市を結ぶ、国道124号の橋梁である。

## 概要
利根川に架かる橋としては、最も東側に位置する橋である。現在開通している銚子大橋は2代目。橋梁部分の管理者は千葉県知事となっており、千葉県銚子土木事務所の所管に属する。

### 橋梁概要（現在・2代目）
- 所在地 - 千葉県銚子市三軒町地先 - 茨城県神栖市波崎地先（国道124号）[1]
- 架設年次 - 2013年（平成25年）
- 総延長 - 1,500 m
  - 橋長 - 1,209.1 m[1]
- 橋梁形式
  - 渡河一般部 - ポータルラーメン橋、6径間連続鋼床版箱桁橋
  - 渡河航路部 - 4径間連続複合斜張橋（RC主塔）
  - 陸上部 - 4径間連続3主鈑桁橋、2径間連続5主鈑桁橋
- 幅員 - 第3種第2級 11.0 m 2車線（車道 : 7.5 m、歩道 : 3.5 m）

## 歴史

### 初代・銚子大橋の開通
千葉県銚子市と茨城県鹿島郡波崎町（現・神栖市）を結ぶ日本道路公団（現・東日本高速道路株式会社）の有料道路として1960年（昭和35年）4月起工、総工事費8億5千万円（当時）と2年9カ月の月日を経て、1962年（昭和37年）11月に完成し、12月10日に供用を開始した。料金所は波崎町側に設置された。橋梁部分1,203.2 m、延長1,450 m、幅員7.0 m、水面からの高さ11.5 mの鋼トラスおよび連続・単純合成鈑桁橋からなる長大橋で、トラスは赤く塗られた。橋長1,203 mは、当時国内最大級を誇った。
当初30年で償還予定で供用されたが、予想以上に交通量が伸びた事からわずか12年で償還し1974年（昭和49年）5月23日より無料開放、 国道124号の道路橋としてその管理は千葉・茨城の両県に移管され、のちに千葉県海匝地域整備センター銚子整備事務所が管理した。2005年当時、1日約26,000台の通行量があり、千葉県の東総地域と茨城県の鹿行地域における、産業・経済・商業などに大きく寄与し、両地域にとって重要な基幹道路となる。
なお、銚子大橋という名称は一般の公募により決まったものである。

#### 橋梁概要（初代）
- 所在地 - 千葉県銚子市三軒町地先 - 茨城県神栖市波崎地先（国道124号）
- 架設年次 - 1962年（昭和37年）
- 総延長 - 1,450 m
  - 橋長 - 1,203.2 m
  - 取付道路 - 246.8 m
- 橋梁形式 - 鋼ワーレントラス橋および連続・単純合成鈑桁橋
- 幅員 - 7.0 m 2車線（歩道 : なし）

### 旧橋の老朽化と架け替え

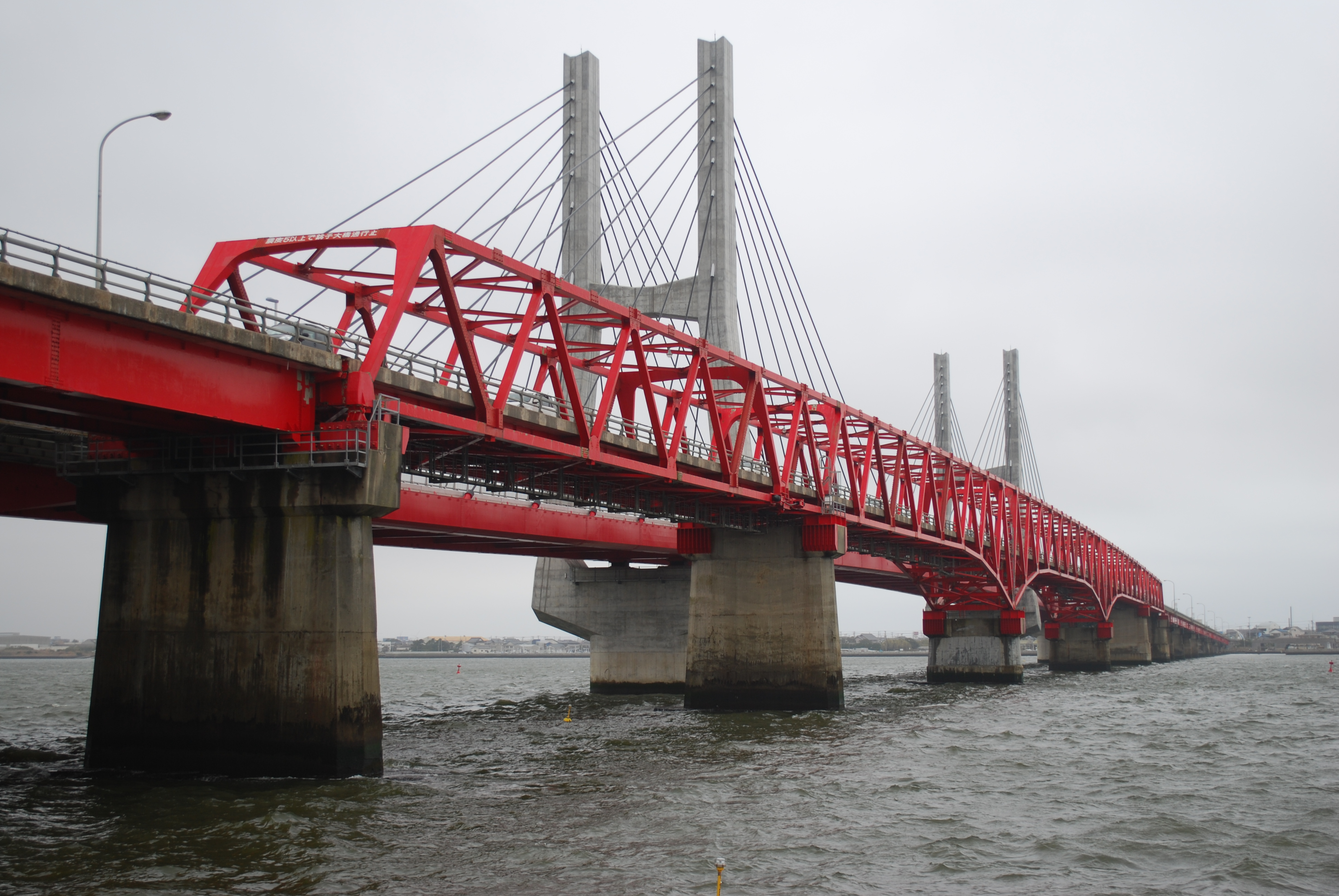
手前が旧・銚子大橋。奥には新橋が姿を現している。2009年3月4日撮影。

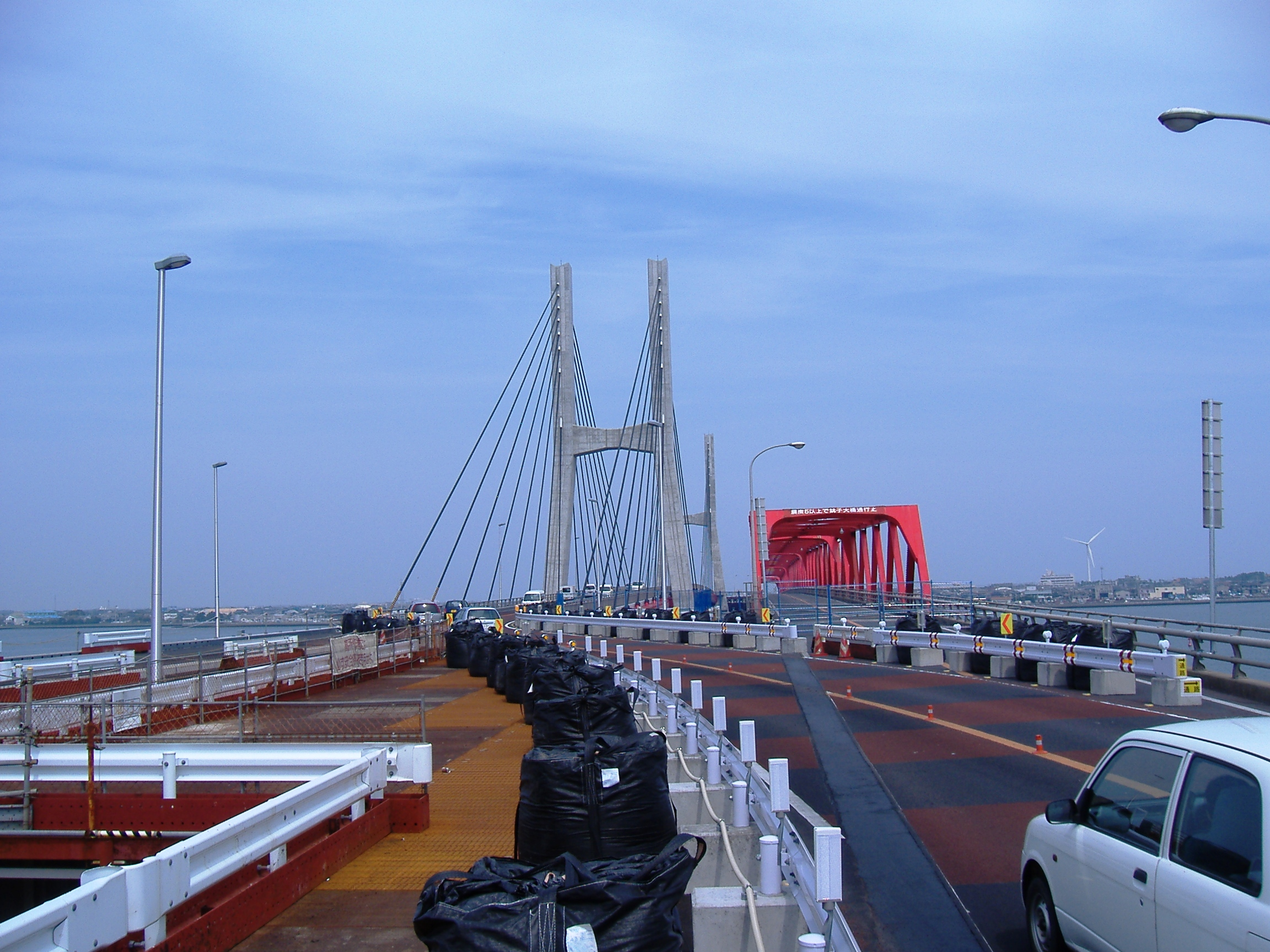
左側が新橋で、斜張橋部が暫定供用された当時は、新旧の二つの橋を跨いだ。右側の赤いトラスは解体前の旧橋。

供用後40年以上経過し、幅員が7 mしかなく、車両の大型化やモータリゼーションの進展に伴う交通量の増大、塩害等の影響による老朽化も著しい事から、架換計画も視野に入れ、適切な補修計画・管理計画を定めるため、2000年（平成12年）11月に国土交通省、橋梁専門家などからなる「銚子大橋検討委員会」が設立され、その後学識経験者も加えて、2002年（平成14年）3月に「3カ年の緊急対策」「管理マニュアル」が策定された。
特に地震時の対応では、気象庁銚子気象台発表の銚子市の震度が、震度5弱以上を観測した場合、被害の進行・第三者被害を防止するため、銚子大橋の通行止め規制を行い、緊急点検を実施のうえ、通行の安全が確認されたのち、再開することとした。その他、20t以上の車両通行を禁止している。
また、「銚子大橋検討委員会」において、架換についての早急な対応が必要となったことから、2001年（平成13年）8月に千葉・茨城両県により「銚子大橋架換検討会」を設立し、当委員会と連携を保ち、橋梁形式、整備手法等の基礎調査を進めた結果、2003年度国庫補助事業として新規採択された。
その後、2004年（平成16年）に本工事に着手、地質調査や測量が行われ、2005年（平成17年）9月15日に銚子市に於て起工式を行い、総工費約210億円、橋梁形式は斜張橋、総延長1.5 km、現在の橋の約10 m上流側に平行して設置された。車道は2車線（当初計画は4車線）、幅員7.5 m。下流側に幅員3.5 mの自転車・歩行者道が整備された。
2009年（平成21年）3月24日に特に老朽化が著しい中央航路部を迂回する形で、新橋の斜張橋部（約400 m）を用いた暫定供用が開始された。
翌2010年（平成22年）12月21日には、斜張橋部の延長で連続して続く茨城県神栖側の橋梁部（660 m）の暫定供用が開始された。これにより、1,500 mのうちの1,060 mが完成した。全体の完成は2013年（平成25年）のことで、残りの銚子側の取付道路が完成したことにより3月7日に全線開通した。なお、旧橋は平成25年度内にすべて撤去されている。

### 年表

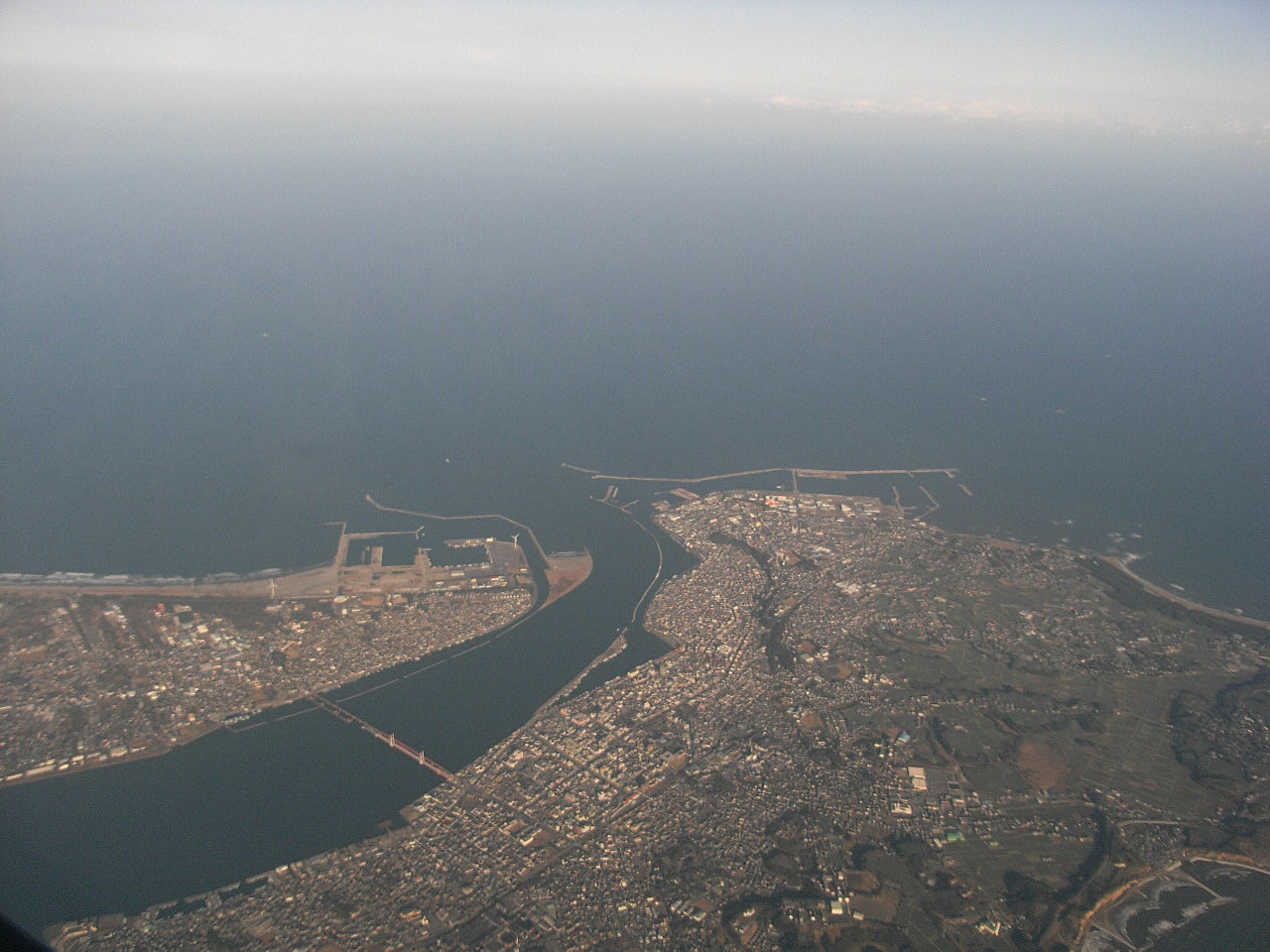
利根川河口近く神栖市波崎地区（左岸）と対岸の銚子市街地（右岸）を結ぶ銚子大橋。架け替え工事が進む。

- 1960年（昭和35年）3月5日 - 工事開始[12]
- 1962年（昭和37年）
  - 11月25日 - 工事完了[13]
  - 12月10日 - 有料道路として供用開始[14]
- 1974年（昭和49年）5月23日 - 30年の償還期間を待たず、無料開放[15]。
- 2001年（平成13年）8月 - 千葉・茨城両県により「銚子大橋架換検討会」を設立。
- 2005年（平成17年）9月15日 - 架け替え工事の起工式を挙行。
- 2009年（平成21年）3月24日 - 千葉県側の新橋うち、中央の斜張橋部（約400 m）が迂回路の形で暫定供用開始。
- 2010年（平成22年）12月21日 - 茨城県側の橋梁工事が完了し、茨城県側を含み暫定供用開始[10]。
- 2013年（平成25年）3月7日 - 架け替え工事が完了し、新橋が全線開通[2]。

## 隣の橋
- 利根川
（上流） - 利根川大橋 - 利根かもめ大橋 - 銚子大橋 - （河口）